# Pirate Party UK
Die Pirate Party UK (PPUK, walisisch: Plaid Môr-leidr DU) war eine politische Partei im Vereinigten Königreich. Sie war Teil der internationalen Bewegung der Piratenparteien.

## Politische Grundsätze
Die Kernanliegen der Pirate Party UK waren:
Das Ende exzessiver Überwachung der Bürger durch Regierung und große Unternehmen. Sicherstellung der Freiheit der Rede und der Freiheit der Teilhabe an der menschlichen Kultur für alle Mitglieder der Gesellschaft.
Die Reform des Urheber- und Patentrechts, mit dem Ziel nichtkommerzielles Filesharing zu legalisieren, die übermäßige Länge des urheberrechtlichen Schutzes zu reduzieren und zu verhindern, dass Patente eingesetzt werden, um Innovationen zu behindern oder zu manipulieren.
Der Vorstand der Pirate Party UK hatte beschlossen, dass sich die Partei bis auf weiteres auf diese drei Kernpunkte konzentrieren wird. Am 22. März 2010 stellte die Partei ihr allgemeines Wahlprogramm 2010 vor, welches darlegt, wie die Partei im Falle ihrer Wahl ihre Kernziele umsetzen will.

## Geschichte
Parallel zur Gründung der schwedischen Piratpartiet gab es auch in Großbritannien Bestrebungen, eine eigene Piratenpartei zu gründen. Nach dem Erfolg der schwedischen Piratenpartei bei den Europawahlen 2009 stieg das Interesse an einer Parteigründung rapide und am 30. Juli 2009 wurde die Partei offiziell registriert. Sie kann damit in England, Schottland und Wales an Wahlen teilnehmen. Nach der offiziellen Registrierung stiegen die Mitgliederzahlen rasant an, zum Teil traten pro Stunde 100 Personen der Partei bei.
Die erste Wahl, an denen die Piratenpartei teilnahm, war die Wahl zum britischen Unterhaus am 6. Mai 2010. Insgesamt traten neun Kandidaten für die Partei in England und Schottland an. Ein ursprünglich vorgesehener zehnter Kandidat konnte infolge des Ausbruchs des Eyjafjallajökull und der daraus resultierenden Beeinträchtigung des Luftverkehrs seine Registrierungsunterlagen nicht mehr rechtzeitig einreichen, da er zu diesem Zeitpunkt im Ausland festsaß. Keiner der Kandidaten konnte einen Sitz erreichen. Aufgrund des britischen Mehrheitswahlrechts machte sich die Partei allerdings auch keine Hoffnungen auf einen Parlamentssitz. Die Kandidaten erreichten zwischen 0,2 % und 0,6 % der Stimmen, das beste Ergebnis von 0,62 % erreichte Tim Dobson in Manchester Gorton.
Am 26. September 2010 wurde Laurence Kaye zum neuen Vorsitzenden der Partei gewählt. Damit löste er Andrew Robinson ab, der dieses Amt seit der Parteigründung innegehabt hatte. Bei der Wiederholung der Unterhauswahl im Wahlkreis Oldham East and Saddleworth am 13. Januar 2011 holte der Parteivorsitzende Kaye 0,3 % für die PPUK. Bei der Schottischen Parlamentswahlen 2011 trat die PPUK in zwei Regionen an und erreichte jeweils 0,3 % der Stimmen.
Bei den Kommunalwahlen 2012 trat die Partei in Manchester, Glasgow und Edinburgh mit insgesamt sechs Kandidaten an. Insgesamt erhielt die Partei 551 Stimmen. Das beste Resultat erreichte der Parteivorsitzende Loz Kaye mit 127 Stimmen bzw. 5,2 % im Wahlkreis Manchester-Bradford.
Bei der Unterhauswahl 2015 stellte die Partei in 6 der 650 Wahlkreise Kandidaten auf. Diese erreichten zwischen 0,3 % und 0,8 % der Stimmen. Bei der vorgezogenen Unterhauswahl 2017 konnte die Partei zehn Kandidaten aufstellen.
Die Partei gehörte 2010 zu den Gründungsmitgliedern der Pirate Parties International (PPI). Im Februar 2015 trat sie nach Unstimmigkeiten aus der PPI aus.
Die Partei gab bekannt, dass sie am 7. Oktober 2020 für die Auflösung gestimmt hatte und am 9. November 2020 von der Wahlkommission als politische Partei abgemeldet wurde.
Die Partei wurde 2023 neugegründet und reichte am 10. August 2023 einen Antrag bei der Wahlkommission ein, der am 14. Dezember genehmigt wurde. Als Teil ihres Neustarts hat sie sich verpflichtet, Die Rechte von Transmenschen zu unterstützen.

## Wahlergebnisse
| Jahr | Wahl                              | Stimmen            | Stimmenanteil      | Sitze |
| ---- | --------------------------------- | ------------------ | ------------------ | ----- |
| 2010 | Unterhauswahlen 2010              | 1.340              | 0,0 %              | 0/650 |
| 2011 | Parlamentswahl in Schottland 2011 | 1.431              | 0,0 %              | 0/129 |
| 2015 | Unterhauswahlen 2015              | 1.130              | 0,0 %              | 0/650 |
| 2017 | Unterhauswahlen 2017              | 2.321              | 0,0 %              | 0/650 |
| 2019 | Unterhauswahlen 2019              | nicht teilgenommen | nicht teilgenommen | 0/650 |